# Redmi K50
Redmi K50 — лінія смартфонів суббренда Xiaomi Redmi, що входять у серію Redmi K. Модельний ряд складається з Redmi K50, K50 Pro та K50G (також відомий як Redmi K50 Gaming). Redmi K50 та K50 Pro були представлені 17 березня 2022 року, а K50G — 16 лютого того ж року. На глобальному ринку Redmi K50G був представлений як POCO F4 GT з відмінністю в одному із кольорів.

## Дизайн

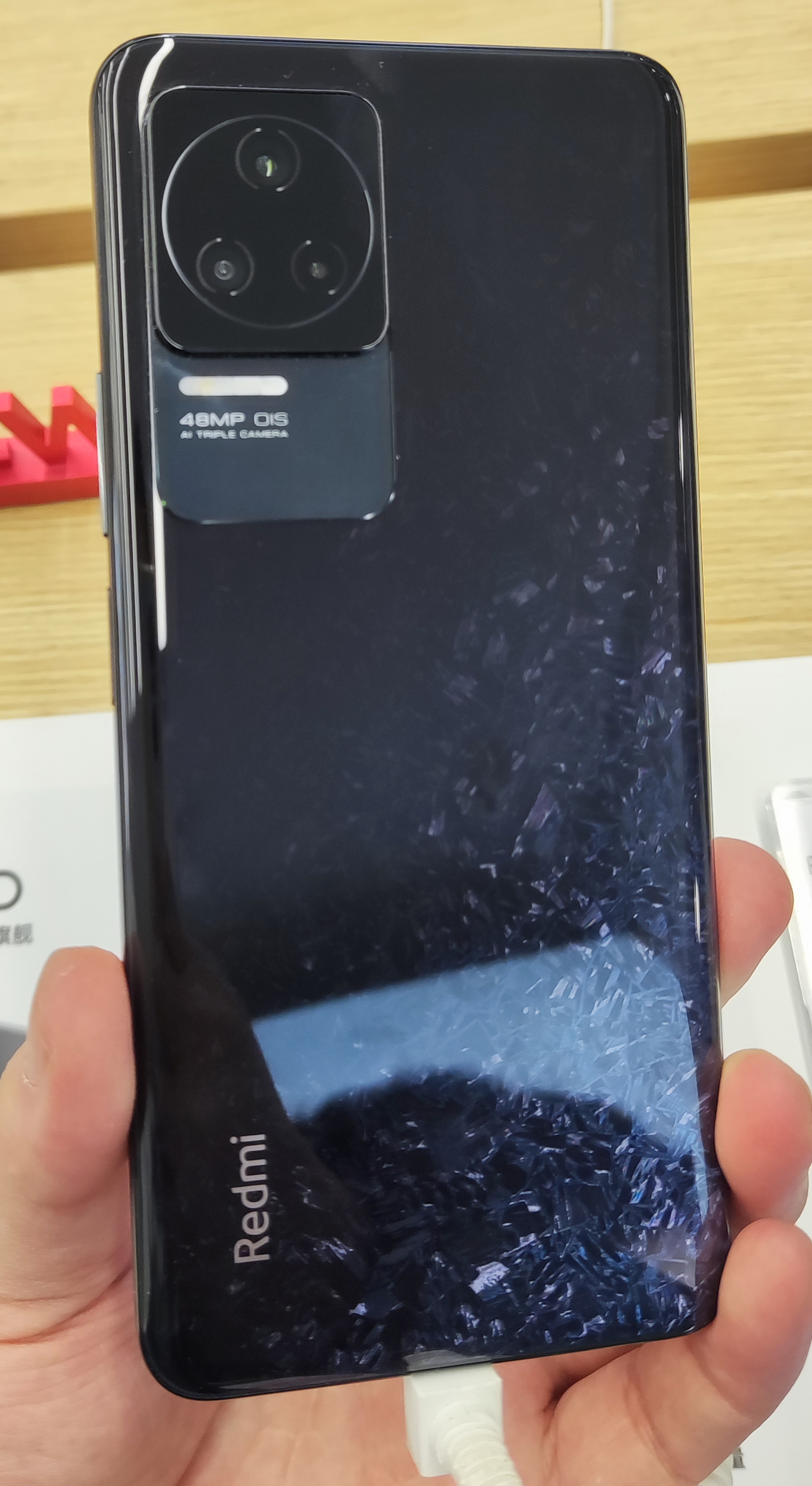
Задня панель Redmi K50 у кольорі Ink Feather

У всіх моделей екран виконаний зі скла Corning Gorilla Glass Victus. Бокова частина K50G виконана з алюмінію, а у K50 та K50 Pro — з полікарбонату. Задня панель виконана зі скла.
У Redmi K50 та K50 Pro знизу розміщені роз'єм USB-C, динамік, мікрофон та слот під 2 SIM-картки. Зверху розташовані додатковий мікрофон, ІЧ-порт та другий динамік. З правого боку розміщені кнопки регулювання гучності та кнопка блокування смартфона, в яку вбудований сканер відбитків пальців.

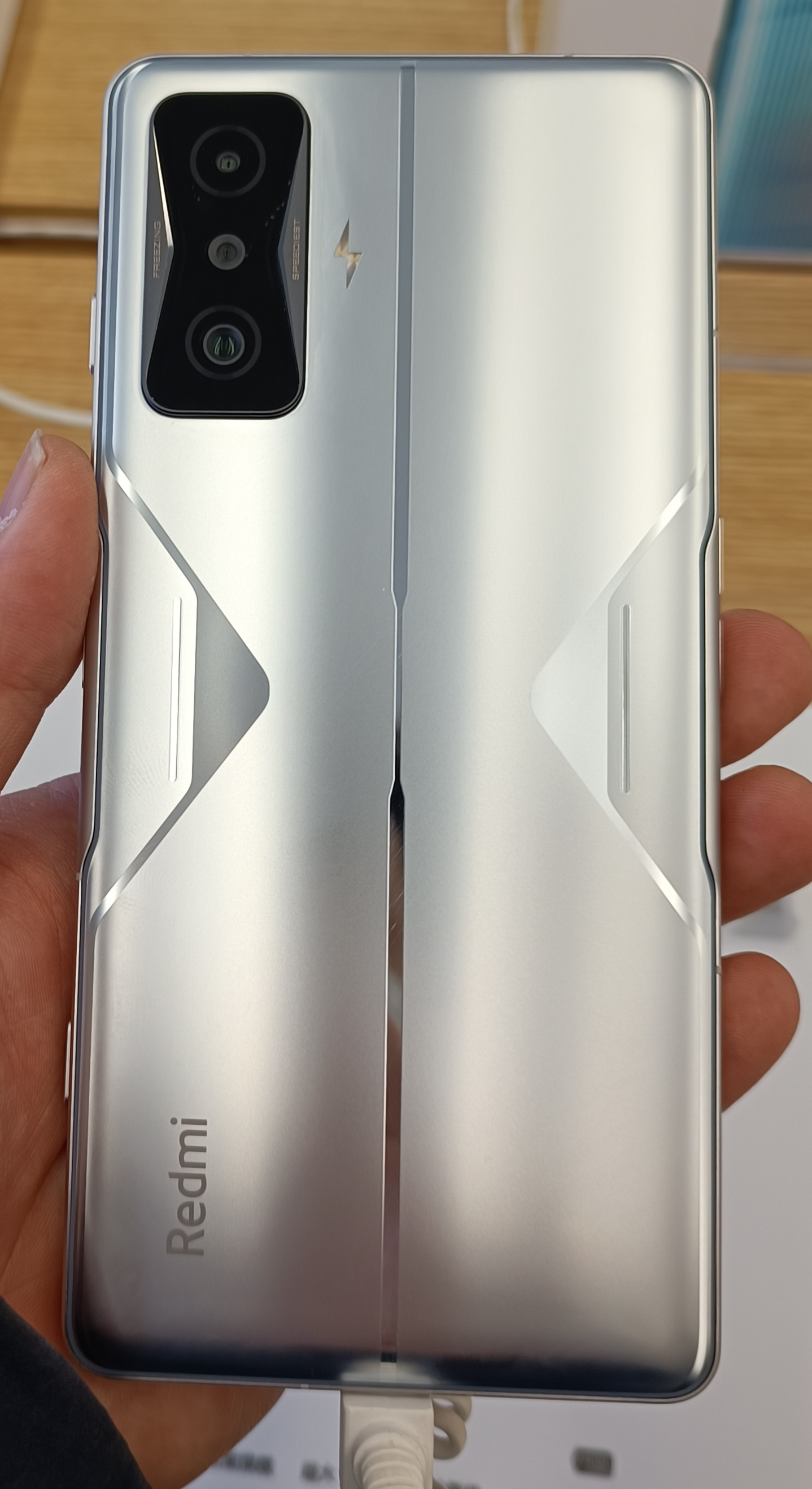
Задня панель Redmi K50G у кольорі Silver Wing

У Redmi K50G знизу розміщені роз'єм USB-C, динаміки та мікрофон. Зверху розташовані ІЧ-порт, додатковий мікрофон та динаміки. З лівого боку розміщені кнопки регулювання гучності, додатковий мікрофон та слот під 2 SIM-картки. З правого боку розміщені кнопка блокування смартфона, в яку вбудований сканер відбитків пальців, механічні спускові гачки та слайдери для їх активації.
Redmi K50 та K50 Pro продаються в 5 кольорах: Silver Traces (сріблястий) Quiet Flower (зелений), Magic Mirror (блакитний), Ink Feather (чорний з віерунком під шматочки кристалу) та Snow White (білий).
Redmi K50G продається в 3 кольорах: Dark Shadow (чорний), Ice Chop (синій) та Silver Wing (сріблястий).
POCO F4 GT продається в 3 кольорах: Stealth Black (чорний), Knight Silver (сріблястий) та Cyber Yellow (жовтий).

## Технічні характеристики

### Платформа
Redmi K50 отримав процесор MediaTek Dimensity 8100 та графічний процесор Mali-G610.
Redmi K50 Pro отримав процесор MediaTek Dimensity 9000 та графічний процесор Mali-G710 MC10.
Redmi K50G та POCO F4 GT отримали процесор Qualcomm Snapdragon 8 Gen 1 та графічний процесор Adreno 730.

### Батарея
Батарея Redmi K50 отримала об'єм 5500 мА·год, K50 Pro — 5000 мА·год, а K50G та POCO F4 GT — 4700 мА·год. У всіх моделей батарея літій-полімерного (Li-Po) типу.
K50 має підтримку швидкої зарядки на 67 Вт, а K50 Pro, K50G та POCO F4 GT — 120 Вт.

### Камера
Redmi K50 отримав основну потрійну камеру 48 Мп, f/1.8 (ширококутний) з фазовим автофокусом та оптичною стабілізацією + 8 Мп, f/2.2 (надширококутний) з кутом огляду 119° + 2 Мп, f/2.4 (макро) зі здатністю запису відео в роздільній здатності 4K@30fps.
Redmi K50 Pro отримав основну потрійну камеру 108 Мп, f/1.8 (ширококутний) з фазовим автофокусом та оптичною стабілізацією + 8 Мп, f/2.2 (надширококутний) з кутом огляду 119° + 2 Мп, f/2.4 (макро) зі здатністю запису відео в роздільній здатності 4K@30fps.
Redmi K50G та POCO F4 GT отримали основну потрійну камеру 64 Мп, f/1.89 (ширококутний) з фазовим автофокусом + 8 Мп, f/2.2 (надширококутний) з кутом огляду 120° + 2 Мп, f/2.4 (макро) зі здатністю запису відео в роздільній здатності 4K@60fps.
Також всі моделі отримали фронтальну камеру з роздільністю 20 Мп та світлосилою f/2.4 (ширококутний). У Redmi K50 та K50 Pro вона вміє записувати відео в роздільні здатності 1080p@30fps, а K50G — 1080p@60fps

### Екран
Екран OLED, 6.67", зі співвідношенням сторін 20:9, частотою оновлення дисплею 120 Гц, підтримкою HDR10+ та круглим вирізом під фронтальну камеру, що розміщений зверху в центрі.
Також Redmi K50 та K50 Pro вперше в серії отримали роздільну здатність екрану WQHD+ (3200 × 1440) і відповідно щільність пікселів складає приблизно 526 ppi. K50G та POCO F4 GT отримали роздільну здатність Full HD+ (2400 × 1080) зі щільністю пікселів 395 ppi.

### Звук
Redmi K50 та K50 Pro отримали стереодинаміки, розташовані на верхньому та нижньому торцях. Redmi K50G та POCO F4 GT отримали розроблені спільно з JBL квадродинаміки, що розташовані по два на верхньому та нижньому торцях.

### Пам'ять
Redmi K50 та K50 Pro продаються в комплектаціях 8/128, 8/256, 12/256 та 12/512 ГБ.
Redmi K50G продається в комплектаціях 8/128, 12/128 та 12/256 ГБ.
POCO F4 GT продається в комплектаціях 8/128 та 12/256 ГБ.

### Програмне забезпечення
Redmi K50, K50 Pro та K50G були випущені на MIUI 13, а POCO F4 GT — на MIUI 13 для POCO обидві оболонки на базі Android 12. Всі моделі були оновлені до Xiaomi HyperOS 2 на базі Android 14.

## Redmi K50G Mercedes-AMG Petronas Formula One Team Edition
Redmi K50G Mercedes-AMG Petronas Formula One Team Edition — спеціальна версія Redmi K50G присвячена Mercedes-AMG Petronas Formula One Team. Відрізняється стилізованим під машини Формула-1 від Mercedes-Benz дизайном та коробкою.